# Wolfgang Schneiderhan (militar)
General Wolfgang Schneiderhan (n. el 26 de julio de 1946 en Riedlingen / Donau, Alemania) Militar alemán, Jefe del Estado mayor de Defensa Alemán desde 2002 hasta 2009 y Jefe Militar de la OTAN. 

## Carrera militar
General Wolfgang Schneiderhan nació en Riedlingen / Donau, el 26 de julio de 1946.
El 4 de abril de 1966 entró en el Bundeswehr en Dornstadt cerca de Ulm en la formación de oficiales de Artillería. 
De 1972 a 1974 Wolfgang Schneiderhan llevó a cabo la Información juvenil oficial de la 10 ª División Blindada en Sigmaringen.
Entre el perñiodo de 1974 a 1977, Fue el Comandante de la Compañía con el Batallón Blindado 293 en Stetten am Kalten Markt.
De 1977 a 1979 perteneció al Comando Nª 20 y realizó el Curso de Oficial de Estado Mayor General (Ejército) en el Comando y Estado Mayor Bundeswehr en Hamburgo.
Entre 1979 y 1981 fue asistente de Jefe de la Subdivisión (GS) en el Estado Mayor de las Fuerzas Armadas (inteligencia militar).
De 1981 a 1983 fue Asistente de Jefe de Estado Mayor (G3) de Operaciones, Hogar de Defensa Brigada 55 en Böblingen.
Entre 1983 y 1986 fue Oficial Mayor, (G3) de Operaciones en la sede de la OTAN en Europa Central en Brunssum, Países Bajos.
Entre 1986 y 1988 fue Comandante del Batallón Blindado 553 en Stetten am Markt Kalten.
De 1988 a 1990, Jefe de Estado Mayor, 4 ª División de Infantería Mecanizada en Ratisbona.
De 1990 a 1992 Oficial Mayor responsable de control de armas en la sede de la OTAN en Bruselas.
y de 1992 a 1994 Director de Doctrina del Ejército en la Escuela de Comando y Estado Mayor Bundeswehr en Hamburgo.
Entre 1994 y 1997 fue Jefe a cargo de la Brigada Acorazada 39 "Thüringen" en Erfurt.
En el período de 1997 a 1999 "ACOS" Personal de Fuerzas Armadas y "planificación de fuerzas", además de pertenecer al Ministerio Federal de Defensa en Bonn / Berlín.
De 1999 al año 2000 fue "ACOS", estuvo en "Asuntos Político-Militares", y fue parte del Personal de las Fuerzas Armadas, del Ministerio de Defensa en Bonn / Berlín.
En el período del 2000 al año 2002 se desempeña como Jefe de Planificación de Políticas y el asesor personal del Ministerio de Defensa en Berlín.
En el 2002 fue nombrado Jefe del Estado Mayor de Defensa hasta el año 2009.

### Promociones
- 1 de octubre de 1968	 (Segundo Teniente)

- 1 de abril de 1971	 (Primer teniente)

- 1 de abril de 1974	 (Capitán)

- 1 de octubre de 1979	 (Mayor)

- 27 de octubre de 1982	 (Teniente coronel)

- 1 de octubre de 1989	 (Coronel)

- 1 de octubre de 1996	 (General de Brigada)

- 1 de abril de 1999  (General de división)

- 1 de julio de 2000	 (Teniente General)

- 1 de julio de 2002        (General)

### Polémica por asesinato de civiles durante la Guerra de Afganistán
El alto funcionario militar alemán fue despedido de sus funciones por no haber aprobado adecuadamente en la información a los líderes políticos acerca de un ataque aéreo de septiembre en Afganistán, que mataron a civiles.
El nuevo ministro de Defensa, Karl-Theodor zu Guttenberg (su reemplazante en el Ministerio), dijo al Parlamento que el inspector general militar, el general Wolfgang Schneiderhan, - el equivalente a jefe de personal - había pedido ser relevado de sus funciones.
Esto ocurrió después de que el diario Bild publicó lo que dijo eran todavía las capturas de los videos confidenciales del incidente. Peter Wichert, un viceministro de Defensa, que estaba en la oficina en el momento del ataque aéreo, también renunció.
Un coronel alemán que respondió en el ataque aéreo de la OTAN contra dos camiones cisterna que habían sido incautados por los insurgentes talibanes cerca de Kunduz, por temor a que podría ser utilizado para atacar a las tropas.
Treinta civiles y 69 talibanes armados murieron en el ataque, de acuerdo a una investigación por una comisión presidencial afgano.

### Medallas y condecoraciones
Schneiderhan fue condecorado con la Cruz de Oro de Honor de la Bundeswehr

## Vida familiar
Schneiderhan está casado con Elke Schneiderhan, de soltera Speckhardt, tiene tres hijos y dos hijas.

## Intereses privados
La historia contemporánea y la Música.